# Sveriges ständiga representation vid Europeiska unionen
Sveriges ständiga representation vid Europeiska unionen, även känd som Sveriges EU-representation och informellt reppen, är en diplomatisk beskickning på regeringsnivå som företräder Sveriges regering i dess diplomatiska förbindelser med Europeiska unionen.
Den ständiga representationen finns i Bryssel, Belgien, och leds av en ständig representant, som är Sveriges ambassadör vid unionen. Den ständiga representanten bistås av en biträdande ständig representant. Därutöver finns andra höga diplomater, till exempel företrädaren i kommittén för utrikes- och säkerhetspolitik (Kusp).
Den ständiga representationen är en del av utrikesrepresentationen och sorterar under Utrikesdepartementet. Representationen fungerar som ett regeringskansli i miniatyr. Cirka 120 personer är anställda vid representationen, vilket gör den till Sveriges största utlandsmyndighet.
Den ständiga representationen är samlokaliserad med Sveriges generalkonsulat i Bryssel.

## Sammansättning och funktionssätt
Med ungefär 120 anställda är den ständiga representationen Sveriges största utlandsmyndighet. Den leds av en ständig representant och en biträdande ständig representant. Dessa två representanter ingår i Ständiga representanternas kommitté, som fyller en central funktion inom Europeiska unionens råd. Därutöver deltar företrädare för representationen i rådets övriga kommittéer och arbetsgrupper, däribland kommittén för utrikes- och säkerhetspolitik (Kusp). Samtliga departement har utsänd personal vid representationen. Därtill finns lokalanställd personal.
Den ständiga representationen deltar dels vid beredningen av lagförslag och andra ärenden inom rådet, dels i förbindelserna mellan Sveriges regering och unionens institutioner.

## Funktioner och befogenheter
Den ständiga representationen är i första hand en förhandlingsorganisation och företräder Sverige i de löpande förhandlingarna mellan Europeiska unionens medlemsstater på samtliga nivåer; arbetsgrupper och kommittéer, Anticigruppen och Mertensgruppen samt Ständiga representanternas kommitté. Myndigheten är en förbindelselänk mellan statsförvaltningen i Stockholm och unionens institutioner i Bryssel. Den ständiga representationen ansvarar inte för utformningen av den svenska EU-politiken. Precis som de ordinarie ambassaderna lämnar den ständiga representationen löpande analyser och bedömningar till Regeringskansliet, men handhar däremot inga konsulära ärenden. Sedan 2020 finns dock ett svenskt generalkonsulat på samma adress.

## Lista över ambassadörer

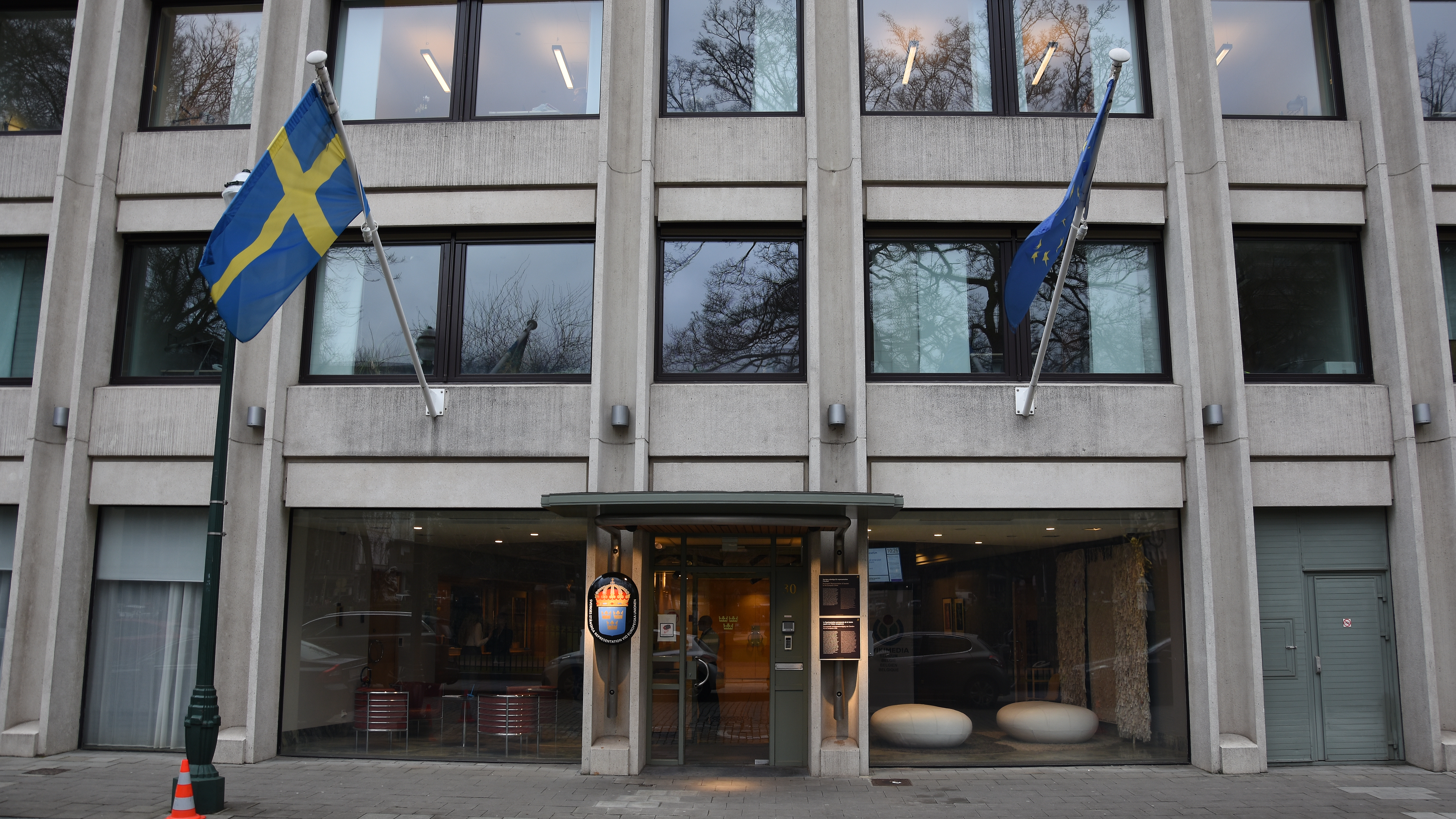
Sveriges ständiga representation vid Europeiska unionen i Bryssel, Belgien.

### Ständiga representanter
- Frank Belfrage (1994–1999)
- Gunnar Lund (1999–2002)
- Sven-Olof Petersson (2002–2008)
- Christian Danielsson (2008–2010)
- Dag Hartelius (2010–2013)
- Anders Ahnlid (2013–2016)
- Lars Danielsson (2016–2023)
- Mikaela Kumlin Granit (2023–)

### Biträdande ständiga representanter
- Christer Asp (1994–1995) (med titeln ”minister”)
- Lars-Olof Lindgren (1995–2002) (med titeln ”minister”)
- Ingrid Hjelt af Trolle (2002–2007)
- Ulrika Barklund Larsson (2007–2009)
- Jan Olsson (2009–2014)
- Åsa Webber (2014–2019)
- Torbjörn Haak (2019–)

### Kusp-ambassadörer
- Anders Bjurner (2000–2002) (med titeln ”minister med ställning som ambassadör”)
- Björn Lyrvall (2003–2007) (med titeln ”minister med ställning som ambassadör”)
- Olof Skoog (2007–2010)
- Anna-Karin Eneström (2010–2014)
- Anna Jardfelt Melvin (2014–2017)
- Mikael Lindvall (2017–2023)
- Ingrid Ask (2023–)